# Lepidodexia chapadensis
Lepidodexia chapadensis är en tvåvingeart som beskrevs av Tibana och Guilherme A.M.Lopes 1985. Lepidodexia chapadensis ingår i släktet Lepidodexia och familjen köttflugor. Inga underarter finns listade i Catalogue of Life.